# خوليو سيزار هورتادو
خوليو سيزار هورتادو (بالإسبانية: Julio César Hurtado) هو لاعب كرة قدم ومدرب كرة قدم بوليفي، ولد في 25 ديسمبر 1983 في سانتا كروز دي لا سييرا في بوليفيا. شارك مع منتخب بوليفيا لكرة القدم. أما مع النوادي، فقد لعب مع ذي سترونغيست.

## مسيرته الكروية
لعب خوليو سيزار هورتادو خلال مسيرته الاحترافية مع 5 أندية في عشرة مواسم وسجل خلالها 18 هدفًا ضمن 197 مباراة. حيث فاز في موسمين بالكأس وفي موسم واحد بالدوري.
خاض خوليو سيزار هورتادو مسيرته مع نادي بلومينغ في عامي 2002-2004 في المرة الأولى ولمدة موسمين ثم في عامي 2006-2008 ولمدة موسمين ثم ما بين عامي 2010 و2011 لمدة موسم واحد، مشاركًا طوالها في 84 مباراة سجل خلالها 6 أهداف. ثم انتقل إلى La Paz F.C. ‏ ما بين عامي 2005 و2006 لمدة موسم واحد، حيث شارك في 28 مباراة سجل خلالها هدفين. لينتقل بعدها إلى نادي ذي سترونغيست ما بين عامي 2007 و2008 لمدة موسم واحد، مشاركًا في 24 مباراة سجل خلالها هدفًا واحدًا. ثم انتقل إلى Club Aurora ‏ في عامي 2008-2010 ولمدة موسمين، مشاركًا في 54 مباراة سجل خلالها 9 أهداف. هذا وانتقل لاحقًا إلى نادي غوبيارا ما بين عامي 2011 و2012 لمدة موسم واحد، مشاركًا في 7 مباريات ولم يسجل أي هدف.

## وصلات خارجية
- خوليو سيزار هورتادو على موقع إي إس بي إن إف سي (الإنجليزية)
- خوليو سيزار هورتادو على موقع قاعدة بيانات كرة القدم.إي يو (الإنجليزية)
- خوليو سيزار هورتادو على موقع ناشيونال فوتبول تيمز (الإنجليزية)
- خوليو سيزار هورتادو على موقع AS.com (الإسبانية)